# San Joaquín (Chile)
San Joaquín é uma das 32 comunas que compõem a cidade de Santiago, capital do Chile.
A comuna limita-se: a norte com Santiago; a leste com Ñuñoa, Macul e La Florida; a sul com La Granja; a oeste com San Miguel.